# Клодниця (Любуське воєводство)
Клодниця (пол. Kłodnica) — село в Польщі, у гміні Лаґув Свебодзінського повіту Любуського воєводства.
Населення — 39 осіб (2011).
У 1975-1998 роках село належало до Зеленогурського воєводства.

## Демографія
Демографічна структура станом на 31 березня 2011 року:
|          | Загалом | Допрацездатний вік | Працездатний вік | Постпрацездатний вік |
| -------- | ------- | ------------------ | ---------------- | -------------------- |
| Чоловіки | 23      | 1                  | 18               | 4                    |
| Жінки    | 16      | 3                  | 9                | 4                    |
| Разом    | 39      | 4                  | 27               | 8                    |